# Isabel de Magalhães Colaço
Isabel Maria Moreira de Almeida Tello de Magalhães Collaço GCIH • GCC • GCSE(Coimbra, 1926 — Lisboa, 1 de novembro de 2004) foi uma jurista e professora universitária portuguesa. Foi a primeira mulher, em Portugal, a obter o doutoramento em Direito, a integrar o Conselho de Estado e a desempenhar funções jurisdicionais, na qualidade membro da Comissão Constitucional, a entidade que antecedeu o Tribunal Constitucional.

## Biografia
Filha do lente de Direito Público das Universidades de Coimbra e de Lisboa João Maria Tello de Magalhães Collaço (1893-1931), licenciou-se em Direito, em 1948, com 19 valores, e foi a primeira mulher a doutorar-se em Direito, em Portugal, em 1954, na Faculdade de Direito da Universidade de Lisboa. Só quatro décadas depois uma mulher voltaria a atingir o mesmo grau académico em Direito, a professora Maria Fernanda Palma, em 1992, seguida de Teresa Pizarro Beleza, em 1993, ambas penalistas.
Além de professora universitária, especialista em direito civil e em direito internacional privado, seria ainda a primeira mulher a desempenhar funções de natureza jurídico-constitucionais na Terceira República portuguesa, na qualidade membro do Conselho de Estado (1974-1975) e, ainda, a primeira mulher a desempenhar funções jurisdicionais no país, enquanto vogal da Comissão Constitucional, órgão precursor do atual Tribunal Constitucional.
Proferiu a sua última aula enquanto professora em maio de 1996. 

## Reconhecimento
Em consequência, a 4 de março de 1996, foi agraciada com a Grã-Cruz da Ordem Militar de Cristo.
A 24 de junho de 2005, foi agraciada, a título póstumo, com a Grã-Cruz da Ordem Militar de Sant'Iago da Espada. A 8 de março de 2017, foi agraciada, a título póstumo, com a Grã-Cruz da Ordem do Infante D. Henrique.